# Jolson
Jolson è un musical con libretto di Francis Essex e Rob Bettinson e una colonna sonora costituita dai pezzi di maggior successo della Tin Pan Alley. Il musical racconta la vita di Al Jolson, i suoi successi artistici, i suoi fallimenti personali e la relazione con la moglie Ruby Keeler. Il musical debuttò a Londra nel 1995 e rimase in scena per 17 mesi, vincendo il Laurence Olivier Award al miglior nuovo musical.

## Brani musicali
- I'm Sitting on Top of the World
- Rock-a-Bye Your Baby with a Dixie Melody
- Toot-Toot-Tootsie Goodbye
- There's a Rainbow Round My Shoulder
- Let Me Sing and I'm Happy
- For Me and My Gal
- You Made Me Love You
- Swanee
- California Here I Come
- Blue Skies
- My Mammy
- This is the Army, Mr. Jones
- I'm Just Wild About Harry
- I Only Have Eyes for You
- Waiting for the Robert E. Lee
- Swanee
- Baby Face
- Sonny Boy
- The Spaniard That Blighted My Life
- I'm Just Wild About Harry
- Around a Quarter to Nine
- Carolina in the Morning
- Give My Regards to Broadway
- My Mammy (Reprise)